# Floé Kühnertová
Floé Kühnertová (* 6. března 1984, Ulm) je bývalá německá atletka, jejíž specializací byl skok o tyči. V roce 2002 se stala v Kingstonu juniorskou mistryní světa.
Jejím prvním velkým úspěchem byla stříbrná medaile z prvého ročníku mistrovství světa do 17 let v roce 1999 v polské Bydhošti, kde prohrála jen s budoucí světovou rekordmankou Jelenou Isinbajevovou. V roce 2001 obsadila páté místo na juniorském mistrovství Evropy v italském Grossetu. Na stejném evropském šampionátu v roce 2003 v Tampere již vybojovala stříbrnou medaili, když na pokusy prohrála jen s krajankou Silke Spiegelburgovou. Na letních olympijských hrách v Athénách 2004 neprošla z kvalifikace, kde skončila na výšce 415 cm. Stříbro získala v roce 2005 na evropském šampionátu do 23 let v německém Erfurtu. Jejím posledním velkým závodem byla účast na světové letní univerziádě 2007, kde obsadila 7. místo.

## Úspěchy
| Rok  | Závod                        | Místo             | Umístění    | Výkon  |
| ---- | ---------------------------- | ----------------- | ----------- | ------ |
| 1999 | Mistrovství světa do 17 let  | Bydhošť, Polsko   | 2.          | 4,05 m |
| 2001 | Mistrovství Evropy juniorů   | Grosseto, Itálie  | 5.          | 4,00 m |
| 2002 | Mistrovství světa juniorů    | Kingston, Jamajka | 1.          | 4,40 m |
| 2003 | Mistrovství Evropy juniorů   | Tampere, Finsko   | 2.          | 4,15 m |
| 2004 | Letní olympijské hry 2004    | Athény, Řecko     | kvalifikace | 4,15 m |
| 2005 | Mistrovství Evropy do 23 let | Erfurt, Německo   | 2.          | 4,30 m |
| 2007 | Univerziáda                  | Bangkok, Thajsko  | 7.          | 4,15 m |

## Osobní rekordy
- hala – 430 cm – 2. února 2003, Stuttgart
- venku – 441 cm – 16. června 2002, Mannheim